# LZ-404
De LZ-404 is een verkeersweg op het Spaanse eiland Lanzarote. De weg loopt vanuit de plaats Teguise (kruispunt met de LZ-10) via Teseguite naar de aansluiting met de LZ-1. 
Langs de weg staan verschillende bijzondere rotsformaties.

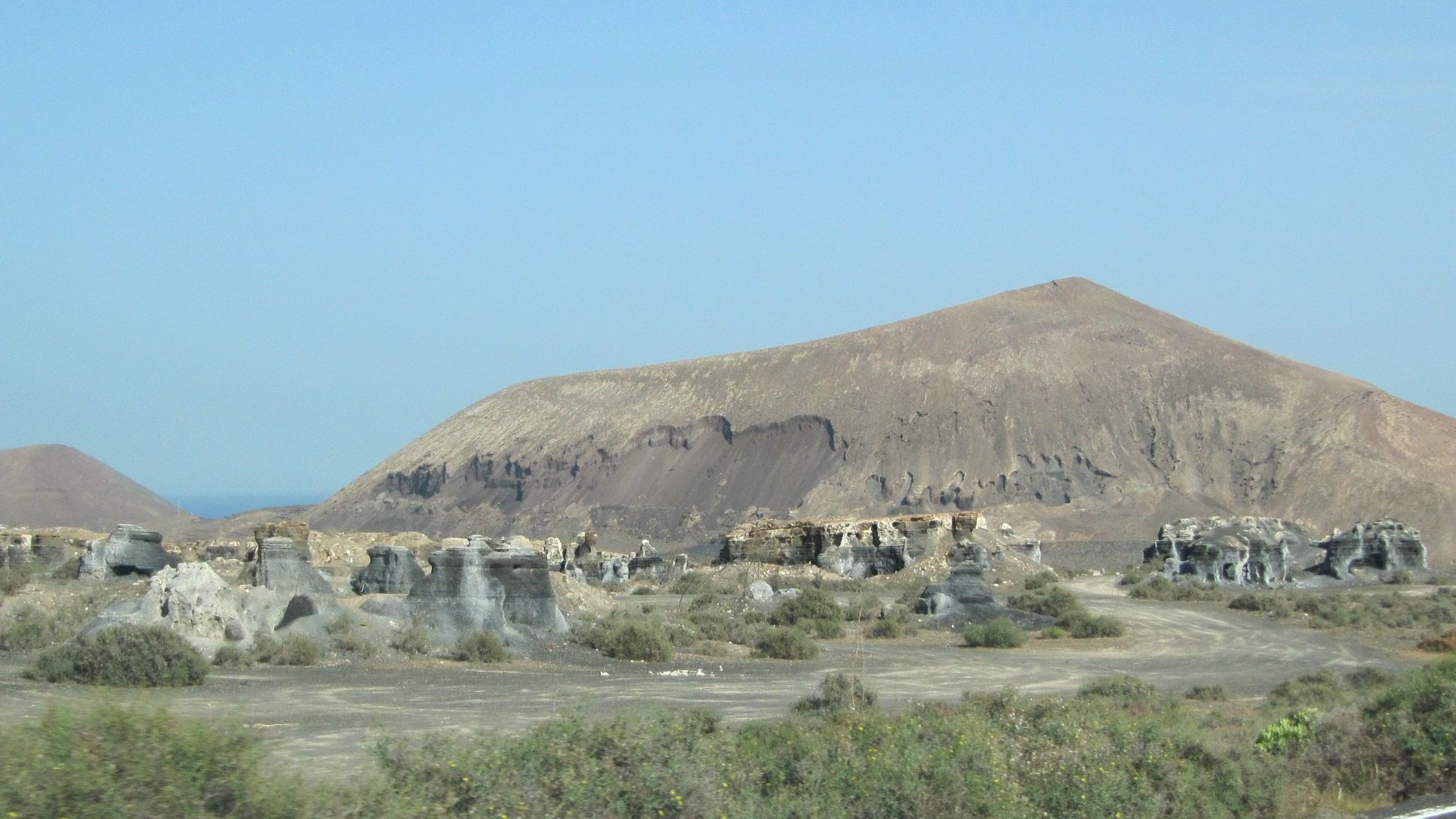
Rotsformaties langs de weg